# ميوعة فائقة

يزحف سائل الهيليوم من ذاته ويعلو جدران الوعاء الداخلي حتي يتساوى منسوب السائل داخل وخارج الوعاء. كما يزحف الهيليوم على السطح الداخلي للوعاء الكبير ويغطيه كله، وإذا وجدت فتحه في سقف الوعاء يخرج منها الهيليوم السائل هاربا.

الميوعة الفائقة هي حالة من حالات المادة تأخذ فيها بعض السوائل خواصا غريبة عن المألوف. أول ما اكتشفت تلك الظاهرة كان في الهيليوم السائل عند درجة حرارة 2.17 كلفن.وهي تظهر في النظيرين هيليوم-4 وهيليوم-3 حيث يختفي الاحتكاك الداخلي للسائل تمامًا وتصل لزوجة السائل إلى الصفر. وقد اكتشف تلك الظاهرة العالم بيوتر كابيتسا، وجون آلان، و دون ميسينر عام1937.
فالمائع الفائق طور من أطوار المادة يتميز بغياب تام للزوجة فيه، وبالتالي وضعه في حلقة مغلقة يمكن ان يؤدي إلى سيلان غير منتهي نتيجة غياب الاحتكاك.

## الظاهرة
لم توجد ظاهرة الميوعة الفائقة حتى الآن سوى مع نظيري الهيليوم (هيليوم-4 و هيليوم-3 وكذلك مع نظير الليثيوم-6. وينتقلون إلى حالة الميوعة الفائقة عندما تهبط درجة حرارتهم عن درجة الحرارة الحرجة للميوعة الفائقة. وتبلغ درجة الحرارة الحرجة للهيليوم-4 17و2 كلفن، وللهيليوم-3 النادر جدًا 0026و0 كلفن وهي درجة حرارة منخفضة جدًا جدًا وقريبة من الصفر المطلق.
ويسمى والهيليوم-4 عندما يصل إلى حالة الميوعة الفائقة Helium-II، ويسمى في حالة السيولة المعتادة Helium-I. تسمى درجة الحرارة التي تحدث عندها هذه الظاهرة نقطة لامدا وهي تبلغ للهيليوم-4 نحو 172و2 كلفن (أي نحو 270 تحت الصفر المئوي).
ويمكن في حالة الميوعة الفائقة مشاهدة عدة خواص غريبة:
- الخاصة الشعرية تكون خالية تمامًا من الاحتكاك وحتي في أضيق الانابيب
- يصل التوصيل الحراري إلى حالة مثالية
- عند تدوير الوعاء لا يدور السائل ويبقى ثابتا، وعند تدوير الوعاء بسرعة كبيرة تظهر على سطح السائل موجات منتظمة في شكل سداسي.

كان الفيزيائي الهولندي هايكي كاميرلينج أونز أول من رصد سلوك الهيليوم الغريب سنة 1911، ثم حصل على جائزة نوبل في الفيزياء سنة 1913، وهو رائد التبريد الذي كان أول من ساهم في تسييل الهيليوم. اكتشف أونز هذا الهيليوم (تقنيًّا هو النظير هيليوم 4) عندما قام بتخفيض الحرارة إلى أقل من 270.92- درجة مئوية، تعرف هذه الدرجة أيضًا باسم نقطة لامدا. لم يجدّ جديد حتى عام 1938 حين قام الفيزيائي الروسي بيوتر كابتسا، وكذلك بشكل مستقل قام الثنائي البريطاني جون ألين ودون ميسينر بقياس معدل تدفق الهيليوم تحت درجة الحرارة الحرجة خلال زوج من الأقراص الزجاجية المتصلة تواليًا بمكبس وأنبوب زجاجي طويل ونحيف. كانت اللزوجة منخفضة لدرجة أن كابتسا، الذي فاز بجائزة نوبل نتيجة هذا العمل، ابتدع مصطلح «السائل الفائق-superfluid» لوصف هذا السائل على غرار «الموصل الفائق-superconductor»، وهو مصطلح يُعبّرعن توصيل تيارات كهربائية عالية دون مقاومة تذكر.
السر في هذا الأثر هو أن لدى الهيليوم قدرة فريدة في الاحتفاظ بسيولته حتى الصفر المطلق (459.67 – درجة فهرنهايت، أو 273.15 – درجة مئوية)، وهي درجة الحرارة التي ينبغي أن تتوقف عندها الذرات عن الحركة نظريًّا. عندما يتم تبريد معظم السوائل، يبدأ التجاذب الضعيف بين الذرات داخل السائل في التغلب على اهتزازات الحرارة، وتستقرّ الجسيمات في ترتيب منتظم، وهو ما نسميه بالمادة الصلبة. ولكن ذرات الهليوم خفيفة للغاية ومتجاذبة لبعضها البعض بشكل ضعيف حتى أنه عندما تهدأ الحركات الذرية العادية، فإن الذرات تهتزّ في موضعها بحركة صفريّة، وهو زخم ضعيف مستنتج من مبدأ عدم اليقين الكمومي. ثم، فإنها لا تستقر أبدًا في الحالة الصلبة.